# The Outfit
 The Outfit és una pel·lícula de gàngsters estatunidenca dirigida per John Flynn i estrenada el 1973. El guió de Flynn és una adaptació de la novel·la del mateix nom de Richard Stark, pseudònim de Donald E. Westlake. Presenta un personatge modelat en el personatge fictici de Parker, que va ser introduït en El caçador.

## Argument
Un cop surt de la presó, on ha passat cinc anys, Macklin decideix venjar el seu germà, mort per la Màfia de Chicago.

## Producció
John Flynn havia estat un temps  aficionat de les novel·les de Parker. Diu que la pel·lícula estava situada en el  present i no el 1940, contràriament a alguns rumors. També diu que James T. Aubrey de la MGM va voler canviar el final per fer-lo més positiu. Tanmateix el director és molt satisfet amb la pel·lícula.

## Rebuda
Roger Ebert va donar la pel·lícula tres estrelles i mitja sobre quatre i la va elogiar mentre "un clàssic d'acció, molt ben dirigit i interpretat". Tanmateix,  Time va escriure, "Director Flynn fa una pel·lícula que ja ha estat vista abans, sense res remarcable com A boca de canó o Get Carter". En la seva ressenya per The New York Times, Vincent Canby va escriure, "The Outfit no és realment una pel·lícula dolenta. No intenta fer res excepte que passi el temps, gens bo quan la majoria de nosaltres tenim accés a la televisió". The Outfit (com Els Amics d'Eddie Coyle i altres pel·lícules de crims d'aquest període) ha envellit força bé, sent recomanada per alguns escriptors en el segle xxi.

## Repartiment
- Robert Duvall: Earl Macklin
- Robert Ryan: Mailer
- Karen Black: Bett Harrow
- Sheree North: la dona de Buck
- Joe Don Baker: Cody
- Richard Jaeckel: Chemey
- Timothy Carey: Menner